# Focke-Wulf Fw 189
O Focke-Wulf Fw 189 foi um avião alemão de reconhecimento aéreo, apoio e caça nocturno durante a Segunda Guerra Mundial. Fabricado pela Focke-Wulf, atendia uma requisição da Luftwaffe por um aparelho que pudesse substituir os antigos modelos biplanos de reconhecimento. O modelo era dotado de uma célula central quase toda envidraçada, que possibilitava uma visão total dos ocupantes, fazendo as missões de reconhecimento ficarem mais fáceis. O aparelho recebeu da Luftwaffe o apelido de "Uhu" (Coruja de Rapina), mas por causa da sua célula central envidraçada, a imprensa alemã apelidou ele "Fliegende Auge" (Olho Voador). Foram fabricados no total 864 aviões, que operaram durante toda guerra.

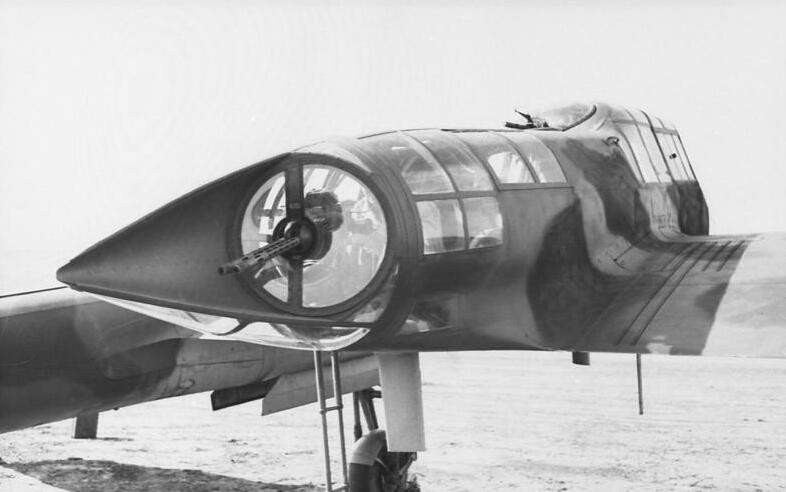
Posição do atirador na cauda do avião.